# Крестики
Кре́стики — село в Оконешниковском районе Омской области. Административный центр Крестинского сельского поселения.

## География
Расположено в 35 км от районного центра Оконешниково, в 180 км от города Омска, от железнодорожной станции Калачинск Транссибирской магистрали — 75 км.

## История
Основана в 1806 году. В 1928 г. село Крестинское состояло из 451 хозяйства, основное население — русские, центр Крестинского сельсовета Крестинского района Омского округа Сибирского края.

## Население
| 2002 | 2010 |
| ---- | ---- |
| 933  | ↘752 |

## Выдающиеся уроженцы
- Николай Юсников —  советский хозяйственный, государственный и политический деятель, народный депутат РСФСР (1990-1993).